# ホンダ・CB1100R
CB1100R(シービーせんひゃくアール)は本田技研工業が1981年から1983年に製造・販売を行った排気量1,062cc空冷4ストロークDOHC4バルブ直列4気筒エンジンを採用し、レースで使用することを前提に開発したオートバイである。
CB900Fを元に開発され、1981年から1983年まで限定生産されたスポーツバイクである。製造台数が全世界で5,000台程度に設定され、新車価格が250万円と設定された。
レース出場を強く意識したモデルであり、1980年代に市販車をベースに改造したマシンで戦われる耐久レースを舞台に活躍した。

## 車両解説
モデルイヤーコードはCB1100RB(1981年)・CB1100RC(1982年)・CB1100RD(1983年)である。型式名はRBがSC05、RC・RDがSC08とされた。ヨーロッパおよびオーストラリアでのホモロゲーションをクリアするためにRBは1,050台、RCとRDはそれぞれ1,500台が製造販売された。
排気量1,062cc空冷4ストロークDOHC4バルブ4気筒エンジンを搭載し、1981年モデルは最高出力115ps(88.0kw)/9000rpmをマークする。
車名のRはレーシングバージョンを意味しており、実際に装備されるパーツもART製鍛造ピストン・強化プライマリーチェーン・簡単に脱着でき極限まで小型化されたジェネレータ・当時では珍しいクリップオンハンドルのほか、車体もCB900Fではエンジンの脱着を容易にするためにダウンチューブが一部ボルトオン構造となっていたフレームを強度を優先するために一体化し、軽量化の観点からFRP製カウリングや容量26リットルの燃料タンクはアルミ製。生産作業も手組みとされた。
1981年モデルはノンカウルのRB-Iとハーフカウルを装着するRB-IIがありシングルシート仕様であったがRCからはフルカウル・アルミ製燃料タンク・後部シートが装着された。1982年モデルと1983年型モデルでは、主に塗装が白の部分をパールホワイトに、赤と青の部分をメタリックに、アッパーカウルをレースレギュレーションに合わせ前後長を短縮・スイングアームならびにフロントフォークを変更した。
1983年にはCB900FとCB1100Rが統合したCB1100F(SC11)を発売した。